# 小行星8118
小行星8118（英語：8118）是一颗围绕太阳公转的小行星。1996年11月26日，北京天文台施密特CCD小行星计划在兴隆县发现了此天体。
这颗小行星的绝对星等为62.11503447834846等。